# یواس‌اس گرامپوس (۱۸۶۳)
یواس‌اس گرامپوس (۱۸۶۳) (به انگلیسی: USS Grampus (1863)) یک کشتی بود که طول آن ۱۸۰ فوت (۵۵ متر) بود. این کشتی در سال ۱۸۶۳ ساخته شد.